# 5585 Parks
5585 Parks (1990 MJ) là một thiên thạch xuyên Sao Hỏa được phát hiện vào ngày 28 tháng 06 năm 1990 bởi E. F. Helin tại trạm thiên văn Palomar.

## Link ngoài
- JPL Small-Body Database Browser on 5585 Parks